# Nachalat Achim

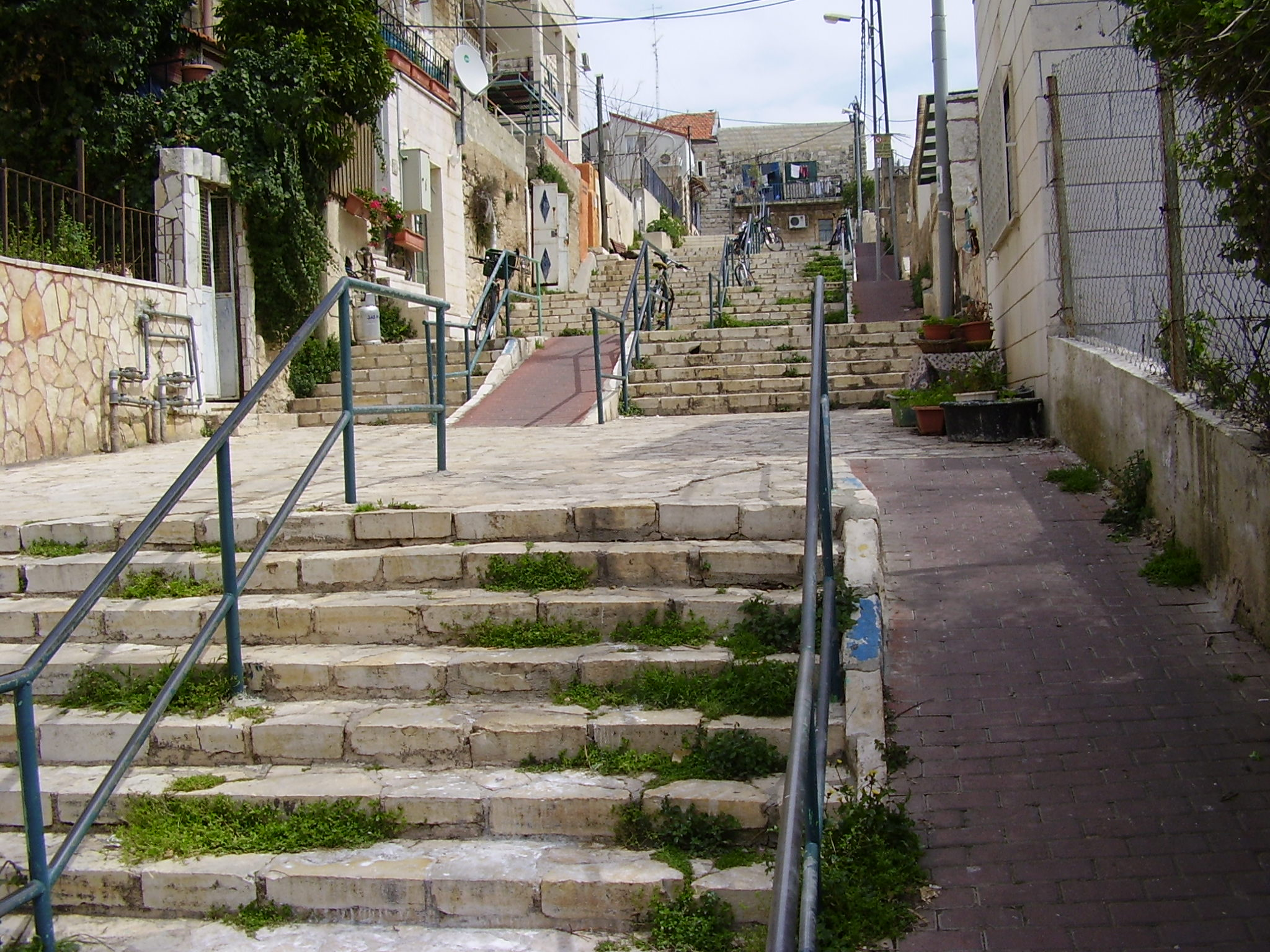
Ulice v Nachalat Achim

Nachalat Achim (hebrejsky: נחלת אחים) je městská čtvrť v centrální části Jeruzaléma v Izraeli.

## Geografie
Je součástí širšího zastavěného distriktu zvaného Lev ha-ir (Střed města), který zaujímá centrální oblast Západního Jeruzaléma a v jeho rámci tvoří spolu s dalšími menšími obytnými soubory podčást zvanou Nachla'ot. Na severu hraničí s čtvrtí Zichron Josef. Leží v nadmořské výšce téměř 800 metrů, cca 2 kilometry západně od Starého Města. Populace čtvrti je židovská.

## Dějiny
Čtvrť Nachalat Achim vznikla okolo stejnojmenné synagogy, kterou zde založil spolu s okolní čtvrtí rabín Nisim Eljašar. Byl jedním z předních obchodníků s pozemky. Poté, co zemřel jeho syn Jerucham Šabtaj Eljašar, rozhodl se rabín na jeho počest poskytnout pozemky na svahu mezi dnešními ulicemi Rechov Usiškin a Rechov Gan Sacher. Stavební parcely pak byly nabídnuty jemenitským Židům. Obytný soubor byl zpočátku nazván Jerucham. V roce 1922 zdejší obyvatelé přikoupili další stavební pozemky, na kterých pak pokračovala bytová výstavba, nyní již pod názvem Nachalat Achim. Nová čtvrť vyrostla roku 1924. V roce 1937 byla otevřena rozšířená budova náboženské školy. V současnosti jde o jednu z nejdražších čtvrtí v Jeruzalémě.